# (4082) Swann
(4082) Swann (1984 SW3) – planetoida z pasa głównego asteroid okrążająca Słońce w ciągu 3,7 lat w średniej odległości 2,39 j.a. Odkryta 27 września 1984 roku.